# رایموند دبوتس
رایموند دبوتس (اسلوونیایی: Rajmond Debevec؛ زادهٔ ۲۹ مارس ۱۹۶۳) تیرانداز اهل اسلوونی بود.
وی در مسابقات کشوری و بین‌المللی در مجموع برندهٔ ۳ مدال طلا، ۲ مدال نقره، ۷ مدال برنز شده‌است.